# Калето (Видин)
Вижте пояснителната страница за други значения на Кале.
 Тази статия е за квартал Калето във Видин.  За крепостта Калето вижте Видинска крепост.  
Калето е най-старият квартал, понякога наричан Стария град, във Видин.

## Описание
Заема територия, ограничена от стените на Видинската градска крепост, опасвали града в Средновековието. Кварталът е придобил името си от българизираното наименование на градската крепост, наричана Калето (в превод от турски: Крепостта). Градската крепост отделя този квартал като вътрешен град (с площ ок. 1,5 кв. км) от околния застроен пояс, наричан квартал Варош (външен град).
Представлява неправилен удължен полукръг покрай река Дунав с център замъка Баба Вида (или Бабини Видини кули). Разположен е в направление югозапад – североизток, започвайки съответно от главната градска порта Стамбол капия (при съвременния център на града) и завършвайки при Гребната база (на ок. 1 километър от новия мост „Дунав мост 2“).
В тесен смисъл името на квартала може да се отнася само за югозападната половина, застроена предимно с къщи от края на XIX и XX век, както и с немного жилищни блокове, сред които е първият блок в града (1961 г.), при това 7-етажен. Североизточно са обособени жилищните комплекси „Възраждане“ (към рова) и „Георги Бенковски“ (към реката). По-нататък е неизползвната днес зона на бившата военна автомобилна школа.
Богатата история, културните паметници, голямата крайдунавска градина, близостта до реката, спокойствието (поради отсъствието на промишлени предприятия) в квартала привличат открай време творци като художници, архитекти, писатели.

## Обекти
Повечето от забележителностите на града (особено историческите) се намират в квартал Калето. По-важните обекти са: замък Баба Вида, музей „Кръстата казарма“, мавзолей на Антим I, църкви „Св. Пантелеймон“ и „Св. Петка“, библиотека и джамия на Осман Пазвантоглу, Видинска синагога, правителствена резиденция, културен център (Турската поща), ресторанти „Венециански склад“ и „Телеграф капия“ (при едноименната градска порта), хотели „Анна-Кристина“ (Старата баня) и „Бонония“, старата част от Градската (Крайдунавска) градина с Паметника на антифашистите и скулптури.
На мястото на югозападната половина от крепостния ров отвъд крепостните стени е изграден парк „Рова“; ровът е запазен покрай двата жилищни комплекса. В непосредствена близост до Калето са разположени: Художествена галерия „Никола Петров“ (б. Офицерски клуб), читалище „Цвят“, Драматичен театър „Владимир Трандафилов“, Музей „Конака“, Администрацията на Община Видин, Кукленият театър, кино „Никра“ (б. „Дружба“), Младежкият дом, Спортната зала, Градският пазар.
- Хотел „Ана-Кристина“
- Семейна къща в Калето
- Хотел-ресторант „Бонония“